# Henri Audet
Pour les articles homonymes, voir Audet.
 (juillet 2025).
Si vous disposez d'ouvrages ou d'articles de référence ou si vous connaissez des sites web de qualité traitant du thème abordé ici, merci de compléter l'article en donnant les références utiles à sa vérifiabilité et en les liant à la section « Notes et références ».
Henri Audet, né en 1918 à Montréal et mort le 3 novembre 2012, est un ingénieur québécois.

## Biographie
Il a fait des études à l'École polytechnique de Montréal ainsi qu'au Massachusetts Institute of Technology en génie électrique.
Il est devenu ingénieur pour le compte de la Société Radio-Canada en 1945 puis a fondé Cogeco (une entreprise de radio, télévision et cablo distribution). 
Il a aussi été président de l'Association canadienne des radiodiffuseurs et télédiffuseurs de 1961 à 1964. 
Henri Audet meurt le 3 novembre 2012. 

## Distinctions
- 1984 :  Membre de l'Ordre du Canada
- 1991 : Prix Mérite de l'Association des diplômés de l'École polytechnique de Montréal
- Doctorat honoris causa de l'université du Québec à Trois-Rivières le 22 novembre 1978[2]